# Corporation Street Bridge
Le Corporation Street Bridge est une passerelle couverte qui traverse Corporation Street, dans le centre-ville de Manchester, au Royaume-Uni. Elle remplace un ouvrage similaire détruit lors de l'attentat de l'IRA de 1996.
La passerelle a la forme d'un hyperboloïde à une nappe. Elle relie l'immeuble Marks & Spencer/Selfridges au Manchester Arndale.

## Histoire

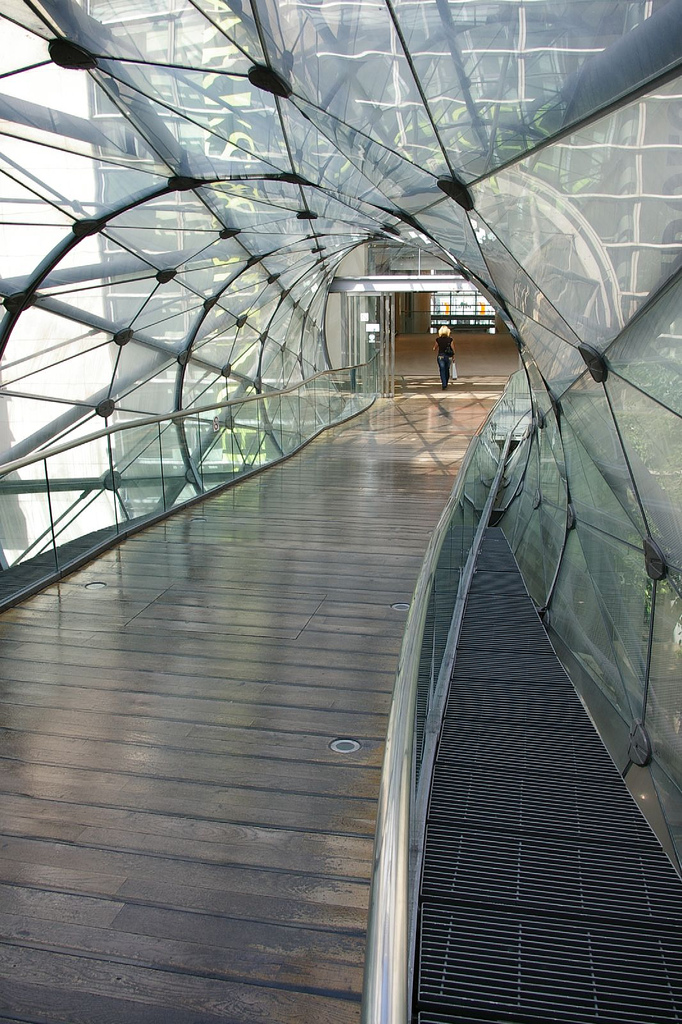
Intérieur de l'ouvrage en 2007.

La nouvelle passerelle a été imaginée par le cabinet d'architectes mancunien Hodder + Partners, qui a remporté le concours d'architecture en 1997. La construction a commencé peu après et l'édifice a été ouvert au public en 1999. Le coût des travaux a été d'environ un million de livres.
Le Corporation Street Bridge a remporté de nombreux prix architecturaux. Il symbolise la renaissance du cœur de ville de Manchester après l'attentat de 1996. Ce fut une des premières structures reconstruites.
En 2011, des travaux de rénovation ont été exécutés pendant sept mois, pour un coût de 730 000 £. Ces travaux comprenaient la réparation de vitres fendues et le remplacement de panneaux du sol.

## Prix et récompenses
- RIBA Award 2000
- Structural Steel Award 2000 RIBA Award 2000
- American Institute of Architects Award 2000